# Pipestone County
Pipestone County er et county i den amerikanske delstat Minnesota. Amtet ligger i den sydvestlige del af delstaten og grænser op til Lincoln County i nord, Lyon County i nordøst, Murray County i øst og mod Rock County i syd. Amtet grænser desuden op til delstaten South Dakota i vest.
Pipestone Countys totale areal er 1.207 km² hvoraf 1 km² er vand. I 2000 havde amtet 9.893 indbyggere. Amtets administrative centrum ligger i byen Pipestone som også er amtets største by. Amtet blev grundlagt i 1857. Det har navn efter dets gamle stenbrud, hvor indianere bryder catlinit til især traditionelle pibehoveder.:246 